# Waimangarara (fleuve)
Le fleuve Waimangarara  (en anglais : Waimangarara River) est un cours d’eau de la région de Marlborough dans l’Île du Sud de la Nouvelle-Zélande.

## Géographie
Il s’écoule vers le sud à partir de son origine située dans la chaîne de  Seaward Kaikoura Range pour atteindre l’Océan Pacifique à 5 km au nord de Kaikoura.